# Jack Dempsey
Jack Dempsey, właśc. William Harrison Dempsey (ur. 24 czerwca 1895, zm. 31 maja 1983) − amerykański bokser, w latach 1919-1926 mistrz świata wagi ciężkiej.

## Życiorys
Urodził się 24 czerwca 1895 w Manassie, w stanie Kolorado. Był synem Hyruma Dempseya i Mary Celii z domu Smooth, która pochodziła z rodziny szkocko-irlandzkiej i której babka była Czirokezką. Otrzymał imiona na cześć Williama Harrisona, byłego prezydenta USA. Dorastał w wielodzietnej rodzinie – był dziewiątym z jedenaściorga rodzeństwa. Jako dziecko rozpoczął treningi bokserskie pod okiem najstarszego brata, Berniego. Ze względu na pracę ojca kilkukrotnie zmieniał z rodziną miejsce zamieszkania – mieszkał m.in. w Provo, gdzie ukończył szkołę podstawową, oraz w Lakerview, gdzie – jako 16-latek – podjął pracę w kopalni miedzi. Kilka miesięcy później, w 1911 opuścił dom rodzinny i przez kolejne trzy lata był włóczęgą oraz imał się wielu dorywczych prac, m.in. był sprzątaczem, strzygł trawniki, zbierał owoce i kopał rowy kanalizacyjne.

### Początek kariery
Będąc włóczęgą, często wdawał się w bójki w lokalnych barach, a z czasem zaczął pobierać wynagrodzenie za amatorskie walki w tego typu miejscach. Przybrał pseudonim Kid Blackie i pozyskał swojego pierwszego menedżera – Ottona Flotę, który wyszukiwał mu przeciwników w dobrze płatnych walkach i troszczył się o prawidłowość zawieranych kontraktów. Jego następnym menedżerem został Hardy Downing, właściciel półamatorskiego klubu bokserskiego w Salt Lake City, gdzie Humspey rozpoczął profesjonalne treningi. Jakiś czas później nawiązał współpracę menedżerską z Jackiem Gilfeatherem, który zorganizował mu walkę z Johnnym Sudenbergiem – pojedynek zakończył się remisem. 13 czerwca 1915 w Tonopah stoczył rewanżową walkę z Sudenbergiem, również zakończoną remisem (po 10 rundach). Do końca roku stoczył jeszcze kilka walk, m.in. pokonał Freda Woodsa poprzez nokaut w czwartej rundzie i dwukrotnie zawalczył z Andym Malloyem – pierwszą wygrał po 10 rundach na punkty, a w drugiej znokautował rywala w trzeciej rundzie. Niedługo później zaczął trenować u Malloya.
W listopadzie 1914 w Cripple Creek odbył swoją pierwszą walkę pod pseudonimem „Jack Dempsey”, który przybrał w hołdzie utytułowanemu, XVIII-wiecznemu bokserowi Jacka „The Nonpareil” Dempseya; pojedynek z George’em Copelinem został zakończony przez arbitra w szóstej rundzie. Po nawiązaniu współpracy menedżerskiej z Jacka Price’a kontynuował serię zwycięskich walk na ringach stanów Utah, Kolorado i Nevada. Chcąc walczyć z lepszymi zawodnikami, w 1916 poleciał z Price’em do Nowego Jorku. Stoczył dwie 10-rundowe walki no decision ze znanymi pięściarzami – cięższym o 24 kg Andre Andersonem (Dempsey wówczas ważył 74 kg) i Burtem Kennym. Za swoje walki zyskał pozytywne recenzje od dziennikarzy sportowych, którzy chwalili go za jego szybkość, silne ciosy i widowiskowy sposób walki oraz nadali mu przydomek „Młociarz z Manassy” (Manassa Mauler). Wkrótce później zakończył współpracę menedżerską z Jackiem Price’em, a jego nowym agentem został John Reisler, który zaproponował mu walkę z Samem Langfordem lub Gumboatem Smithem), zawodnikami ze światowej czołówki, ale żadnej z tych ofert nie przyjął. 14 lipca 1916 stoczył, zakończoną remisem, walkę z Johnem Lesterem Johnsonem. Po tej walce, rozczarowany współpracą z Reislerem, wrócił do Salt Lake City, gdzie w kolejnych miesiącach stoczył kilka słabo płatnych walk. Następnie pojechał do Kansas City, gdzie na krótko został sparingpartnerem Carla Morrisa.

### Droga do walki o tytuł mistrzowski
13 lutego 1917 w Murray (Utah) zmierzył się z Jimem „Firemanem” Flynnem, ale – decyzją swojego sekundanta (którym był jego brat, Bernie Dempsey) poddał walkę już w pierwszej rundzie. Następnie odbył serię czterorundowych pojedynków – dwie wygrał, jedną przegrał i trzy zremisował. Następnie podjął pracę w stoczni w Tacomie, ale porzucił ją zaledwie kilka dni później i powrócił do rodzinnego domu, dowiedziawszy się o zamordowaniu jego najmłodszego brata, Bruce’a, podczas ulicznej bójki.
Nie chcąc przerywać kariery, uzyskał zwolnienie z pełnienia służby wojskowej po wybuchu I wojny światowej, za co był szeroko krytykowany w prasie, choć jednocześnie wpłacił kilkadziesiąt tysięcy dolarów na rzecz amerykańskiej armii. 8 czerwca 1920 w sądzie federalnym w San Francisco rozpoczął się proces przeciwko Dempseyowi o świadome i przestępcze uchylanie się od służby wojskowej, na którym ława przysięgłych oczyściła go z zarzutów.
Powrócił do rywalizacji sportowej za sprawą Jacka Kearnsa, który zaoferował mu współpracę menedżerską. Po intensywnych treningach z Teddym Hayesem przystąpił 7 września 1917 do walki z Willym Meehanem zakończonej remisem po czterech rundach. Do końca roku pokonał jeszcze kilku zawodników: Charliego Millera (nokaut w pierwszej rundzie), Boba McAlistera (w czwartej rundzie), Gunboatem Smithem (wygrana na punkty po czterech rundach) i Carlem Morrisem (wygrana po czterech rundach).
Na początku 1918 znokautował trzech spośród najlepszych zawodników wagi ciężkiej na świecie – Homera Smitha (w pierwszej rundzie), Carla Morrisa (dyskwalifikacja zawodnika w szóstej rundzie) i Jima Flynna (nokaut w pierwszej rundzie). Następnie pokonał także Billa Brennana (w szóstej rundzie), Dana Flynna (w pierwszej rundzie), Artura Pelkeya (w pierwszej rundzie) i Billy’ego Miske (w 10. rundzie). Seria zwycięstw usytuowała Dempseya w ścisłej amerykańskiej czołówce pięściarzy.
27 lipca 1918 po zaledwie 23 sekundach walki pokonał Freda Fultona, wówczas uważanego za jedynego pięściarza, który mógłby odebrać tytuł mistrzowski Jessowi Willardowi. Od tego momentu był głównym pretendentem do tytułu mistrza świata wszechwag, a dziennikarze nadali mu przydomki „Tygrys” (ang. Tiger) i „Pogromca Olbrzymów”. Do końca roku znokautował kilku innych zawodników: Terry’ego Kellara (w piątej rundzie), Jacka Morana (w pierwszej rundzie), Battlinga Levinsky’ego (w trzeciej rundzie), Dana Flynna (w pierwszej rundzie), Carla Morrisa (w pierwszej rundzie) i Gunboata Smitha (w drugiej rundzie), poza tym wygrał na punkty z Billym Miske’em (po sześciu rundach) i przegrał na punkty z Williem Meehanem (po czterech rundach). Od stycznia do kwietnia 1919 zwyciężył w kolejnych pięciu pojedynkach poprzez nokaut w pierwszej rundzie.
W drugiej połowie czerwca 1919 rozpoczął treningi z Jimem De Forestą do walki o mistrzostwo świata wszechwag z Jessem Willardem, która odbyła się 4 lipca 1919 w Toledo (Ohio). Po trzech rundach jednostronnej walki sekundanci poddali Willarda, który doznał złamania pięciu żeber i stracił sześć zębów; do końca życia uważał, że walka była nieczysta i że Dempsey musiał mieć coś twardego w rękawicach. Była to zarazem pierwsza walka w USA, w której poza arbitrem ringowym było wyznaczonych również dwóch innych sędziów, którzy mieli ewentualnie rozstrzygnąć ją na punkty. Walkę śledziło prawie 20 tys. widzów na trybunach.
6 września 1920 zawalczył w obronie tytułu mistrzowskiego z Billym Miske, który poddał walke już w pierwszej rundzie. 14 grudnia tego samego roku w Nowym Jorku przystąpił do walki z Billym Brennanem, któreto znokautował w 12. rundzie.

### „Walki stulecia”

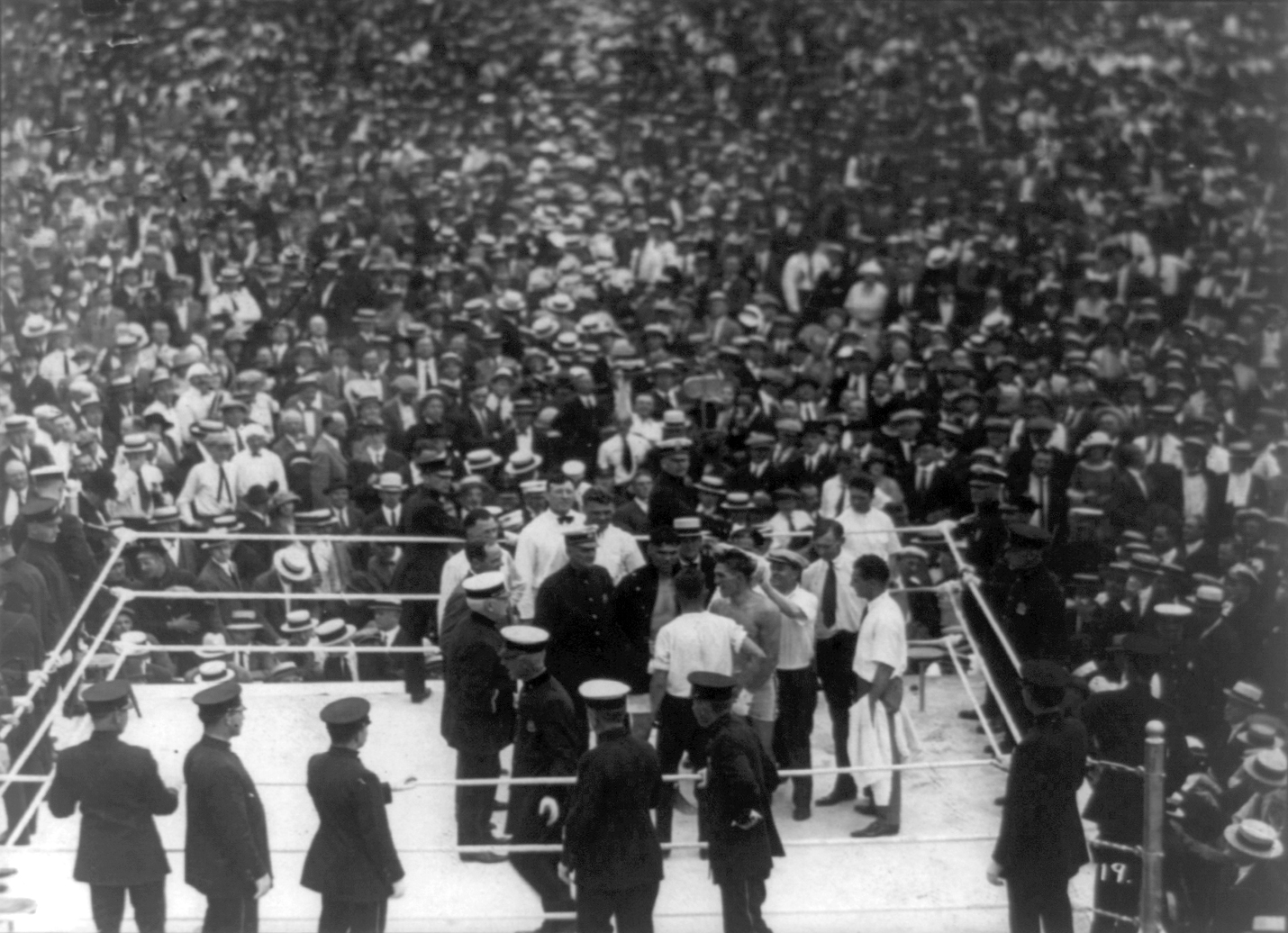
Dempsey i Georges Carpentier

2 lipca 1921 na specjalnie wybudowanym stadionie na ponad 80 tys. miejsc w Jersey City pokonał Georges Carpentiera (mistrza świata wagi półciężkiej) w czwartej rundzie poprzez nokaut. Ich pojedynek, zapowiadany w mediach jako „walka stulecia”, przyniósł organizatorom wówczas rekordowy zysk w wysokości 1 789 328 dolarów. Dempsey za walkę otrzymał 300 tys. dol. i 25% od praw autorskich za sfilmowanie pojedynku. 4 lipca 1923  w Shelby (Montana) zawalczył z Tommym Gibbonsem, którego pokonał na punkty w 15 rundach.
Kolejny rywalem Dempseya został Luis Ángel Firpo, który poprzez warunki fizyczne górujące nad Dempseyem (był o 5 cm wyższy i o 11 kg cięższy), stał się realnym zagrożeniem dla mistrza. Walkę stoczyli 14 września 1923 w Nowym Jorku; w pierwszej rundzie siedmiokrotnie doprowadził do nokdaunu, po czym został trafiony sierpowym i wypadł z ringu, wprost na siedzących najbliżej dziennikarzy – kiedy wrócił na ring, arbiter odliczał dziewiątą sekundę, ale czynił to wolno, co wzbudziło kontrowersje (jak policzono, od momentu nokdaunu upłynęło aż 17 sekund). Ostatecznie pokonał Firpo poprzez nokaut w pierwszej minucie drugiej rundy pojedynku. Walka odbiła się szerokim echem w świecie bokserskim i stała się przyczynkiem do poważnych zmian w przepisach dotyczących zachowania boksera m.in. wobec wyliczanego rywala i po wypadnięciu z ringu. Walka odniosła sukces finansowy – przy ponad 88 228 sprzedanych biletach przyniosła zysk w wysokości 1 127 700 dol., z których Dempsey otrzymał zakontraktowane 37,5%, tj. ok. 423 tys. dol.

### Walki z Gene’em Tunneyem
Na ringu pojawiał się niezmiernie rzadko, tylko w hojnie opłacanych walkach pokazowych, co było spowodowane m.in. brakiem rywala odpowiedniej klasy. 6 września 1924 miał zawalczyć z czarnoskórym Harrym Willsem, ale do pojedynku nie doszło z powodu uprzedzeń rasowych – do jego organizacji nie dopuścił James A. Farley, ówczesny przewodniczący Komisji Bokserskiej Stanu Nowy Jork, w czym poparł go gubernator Al Smith. Latem 1925 zakończył współpracę menedżerską z Jackiem Kearnsem, a jego nowym agentem został Gene Normile.
23 września 1926 w Filadelfii, po trzech latach przerwy od walk, zmierzył się z Gene’em Tunneyem, przez którego – w obecności rekordowej liczby 120 757 widzów – został pokonany po 10 rundach jednogłośnie na punkty. Za udział w walce, która przyniosła organizatorom 1 895 733 dol. zysku ze sprzedaży biletów, otrzymał 717 tys. dol. Po zwycięskiej walce z Jackiem Sharkeyem, którego znokautował 21 lipca 1927 w Nowym Jorku w siódmej rundzie, przystąpił 22 września tego samego roku w Chicago do rewanżu z Tunneyem, ale ponownie został pokonany na punkty po 10 rundach. Walka, którą obejrzało 104 943 widzów, przyniosła organizatorom 2 658 660 dol. zysku, z czego 425 tys. dol. otrzymał Dempsey. 4 marca 1928 ogłosił zakończenie kariery. Pod koniec roku razem z Texem Rickardem założył spółkę zajmującą się promocją walk bokserskich. Występował także w walkach pokazowych – w latach 1931−1933 stoczył ich ponad 100, m.in. z Kingiem Levinskym. Do ostatniej walki pokazowej – z Cowboyem Lutrellem – przystąpił w 1940 i pokonał przeciwnika w drugiej rundzie. Zajmował się także sędziowaniem walk bokserskich i zapaśniczych.

### Kariera filmowa i biznesowa

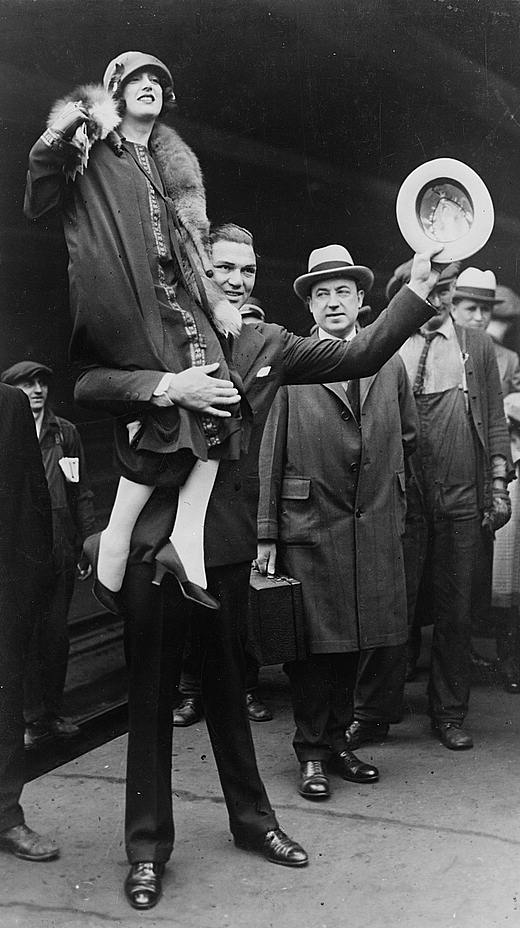
Dempsey z żoną

Równocześnie z rozwojem kariery bokserskiej, w latach 20. zaczął działalność aktorską. Na początku 1920 zagrał w 15-odcinkowym serialu Śmiałek Jack (Daredevil Jack). Następnie wystąpił w filmie Żywy lub martwy (Dead or Alive). Pod koniec 1920 został zatrudniony do występów w wodewilu Alexandra Pantagesa. Po walce z Firpo zagrał w filmie Walcz i zwyciężaj (Fight and Win). W 1925 występował w spektaklu Wielka walka (The Big Fight; reż. David Belasco) na Broadwayu. Zagrał główną rolę w filmie Szaleństwo Manhattanu (Manhattan Madness), na którego promocję wydał 80 tys. dol. i który okazał się artystyczną klapą. W latach 30. zagrał m.in. w filmach Bokser i dama (The Prizefighter and the Lady) i Mr Broadway. Występował też w nowojorskich teatrach.
W lipcu 1923 został współwłaścicielem hotelu „Barbara” w Los Angeles, który sprzedał w 1927. W marcu 1935 założył z Jake Amronem restaurację w Nowym Jorku, którą zamknął w 1974.

### Po zakończeniu kariery
Po wybuchu II wojny światowej zgłosił się na ochotnika do armii i marynarki wojennej, ale do żadnej nie został przyjęty ze względu na swój wiek. Ostatecznie trafił do Gwardii Ochrony Wybrzeża.

## Warunki fizyczne i styl walki
Mierzył 186 cm wzrostu. Ważył w różnych okresach kariery od 74 do 92 kg; w szczytowej formie – ok. 85 kg. Prócz dużej siły fizycznej i wytrzymałości miał instynkt walki. Zaskakiwał rywali szybkimi atakami już od pierwszego gongu, a wiele walk wygrywał w pierwszej rundzie. Był jednym z pierwszych mistrzów walki w zwarciu. Zadawał całe serie szybkich i silnych ciosów. Dobrze opanował sztukę balansu ciałem, co przy jego szybkości czyniło go trudnym do trafienia.

## Sława
Uchodzi za jednego z największych mistrzów wagi ciężkiej i umieszczany jest w pierwszej piątce bokserów wszech czasów tej wagi. W 1950 został okrzyknięty największym bokserem mijającego 50-lecia w plebiscycie agencji Associated Press. W 1954 został wpisany do Ring Boxing Hall of Fame, a w 1990 – do International Boxing Hall of Fame.
Jego imieniem i nazwiskiem nazwano jeden z gatunków ryb z rodziny pielęgnicowatych, Cichlasoma octofasciatum.

## Życie prywatne
19 października 1916 w Farmington (Utah) ożenił się ze starszą o 15 lat Maxine Cates, jednak niedługo po ślubie się z nią rozstał, a pod koniec 1918 wziął rozwód. 7 lutego 1925 poślubił aktorkę filmową Estelle Taylor, z którą rozwiódł się 24 sierpnia 1930. Nawiązał romans z tancerką Agnes O’Loughlin. W 1933 poślubił broadwayowską piosenkarkę Hannah Williams, z którą miał dwie córki: Joannę (ur. 4 sierpnia 1934) i Barbarę (ur. 28 sierpnia 1936) i z którą rozwiódł się w 1943. W 1958 podczas uroczystości w Tijuanie ożenił się z businesswoman Deanną Piattelli.